# Thibault Moulin
Thibault Moulin (Flers, Francia, 13 de enero de 1990) es un futbolista francés que juega de centrocampista en el F. C. Flers del Championnat National 3.

## Carrera
Thibault Moulin fichó por el SM Caen de la Ligue 1 francesa en 2004, compitiendo en las categorías inferiores del club hasta ser ascendido al primer equipo en 2010. Ese mismo año debutó en el Caen ante el Auxerre el 11 de septiembre. Al año siguiente se marcha en condición de cedido al Châteauroux del Championnat National, la tercera división del país. El 28 de junio de 2013 se hizo oficial su traspaso al Clermont Foot de la Ligue 2, cumpliendo los dos años del contrato. Una vez que éste expiró, en verano de 2015, marchó al Waasland-Beveren de la Primera División de Bélgica, disputando 31 partidos con el conjunto belga antes de marchar en 2016 al Legia de Varsovia de Polonia. El 31 de enero de 2018 fue traspasado al PAOK Salónica FC griego. Tras media temporada en el conjunto heleno, el 17 de agosto de 2018 fue cedido al Ankaragücü turco. En agosto de 2019 se marchó cedido al Xanthi AO. En la temporada 2021-22 de la Liga I de Rumanía registró 32 partidos con el FC Academica Clinceni, aunque anotando un único gol. En 2022 regresó a Polonia para jugar en el Wieczysta Cracovia de la III Liga de Polonia, cuarta categoría del sistema de ligas del fútbol polaco.